# Музичук Марія Олегівна
Музичу́к Марі́я Оле́гівна (21 вересня 1992, Стрий, Львівська область, Україна) — українська шахістка. Гросмейстер (2015), чемпіонка світу серед жінок 2015 року, дворазова чемпіонка України (2012, 2013), найкраща шахістка світу 2015 року. Почесна громадянка Стрия.
У складі жіночої збірної України переможниця шахової олімпіади 2022 року, чемпіонка світу 2013 року та чемпіонка Європи 2013 року, срібна призерка шахової олімпіади 2018 року та бронзова призерка шахових олімпіад 2012, 2014 та 2016 років.
Рейтинг Марії Музичук станом на березень 2025 року — 2490 (13-те місце у світі, 2-ге — серед шахісток України).
№ 100 у топ-100 найвпливовіших жінок України в 2015 році за рейтингом журналу «Фокус».

## Життєпис
Народилася у сім'ї шахістів: батько та мати Марії Музичук є шаховими тренерами, заслуженими тренерами України. Навчалася грати в шахи і почала виступати в змаганнях разом із старшою сестрою Анною. Дебютувала на дитячому (шахісти до 10 років) чемпіонаті України у 1999 році. На першості Європи серед дівчат віком до 10 років (Халкідіки, серпень 2001 року) здобула 3-тє місце та право участі у світовій першості. Того ж року на шахівницях чемпіонату світу серед дівчат до десяти років (Орпеза, жовтень 2001 року) Марія посіла друге місце. Наступного року здобула «золото» в аналогічному турнірі в Україні. У 2002 році майже на свій десятий день народження отримала золоту медаль європейського дівочого чемпіонату (до 10 років), а на світовій першості посіла 4-те місце.
Протягом 2004—2008 була призеркою європейських та світових чемпіонатів у своїй віковій категорії, зокрема: «бронза» чемпіонатів світу у категорії до 12 років (2004 р.) та до 14 років (2005 р.), а також «бронза» та «срібло» чемпіонатів Європи віком до 14 (2006) та 16 років (2007 р.) відповідно. З 2003 року разом зі старшою сестрою Ганною пробувала себе на чемпіонатах України для юнок (до 20 років) та жінок, виступала в фінальних частинах цих змагань. Грала також у «чоловічих» турнірах, завдяки чому швидко поліпшила кваліфікацію: у 2007 році оволоділа титулом «жіночий гросмейстер», наступного року — міжнародний майстер. З 2008 року зі змінним успіхом виступає в змагання зі швидких та блискавичних шахів. Зокрема, у 2010 році грала в фіналі жіночого чемпіонату світу з бліцу в Москві, де перемогла Катерина Лагно.
На своє п'ятнадцятиріччя стала чемпіонкою України серед юнок (шахістки до 20 років).
Протягом 2008—2012 років незмінно знаходилася серед десяти найкращих юнок-шахісток світу (протягом січня-вересня 2012 року була другою) та в сотні найкращих шахісток (серед українок — друга після Катерини Лагно).
Вдало виступала в командних змаганнях: 2007 року разом з командою Львівщини здобула «золото» на всеукраїнській першості серед жіночих команд (1-ша шахівниця). З 2009 року виступає за національну збірну, з іншими нашими шахістками здобула «бронзу» світової першості (2009) та перемогла 2013 року.
Учасниця шахових олімпіад 2010 (найкращий виступ серед резервістів), 2012 (2-е командне місце та 3-є в особистому заліку на другій шахівниці) та 2014 років (третє командне місце).

### 2012—2014
Восени 2012 року у Харкові завоювала золоту медаль чемпіонату України серед жінок.
У червні 2013 року вдруге поспіль стала чемпіонкою України.
На початку листопада 2013 року Марія дійшла до півфіналу турніру зі швидких шахів Кап д'Агд, що проходив у французькому місті Агд, де поступилася колишньому чемпіонові світу Анатолію Карпову з рахунком ½ на 1½ очка.
У середині листопада 2013 року Марія Музичук у складі збірної України стала чемпіонкою Європи, при цьому, набравши 6½ очок з 8 можливих (+6=1-1), показала найкращий результат на третій шахівниці.
У лютому 2014 року Марія набравши 7 очок з 10 можливих (+6-2=2) на турнірі Tradewise Gibraltar Chess Festival 2014, що проходив за швейцарською системою за участі 253 шахістів, показала найкращий результат серед жінок, випередивши китаянку Чжао Сюе та українку Наталю Жукову за додатковими показниками (турнірний перфоменс склав 2654 очки). В загальному заліку турніру Марія Музичук посіла 19 місце, відставши від призерів (в тому числі Василя Іванчука на 1 очко).
У квітні 2014 Марія з результатом 16 очок з 30 можливих посіла 11 місце на чемпіонаті світу з бліцу, що проходив в Ханти-Мансійську, відставши на 7½ очок від своїй сестри Анни Музичук, яка й стала переможницею турніру. А на чемпіонаті світу з рапіду набравши 6½ очок з 15 можливих (+4-6=5) посіла лише 27 місце.

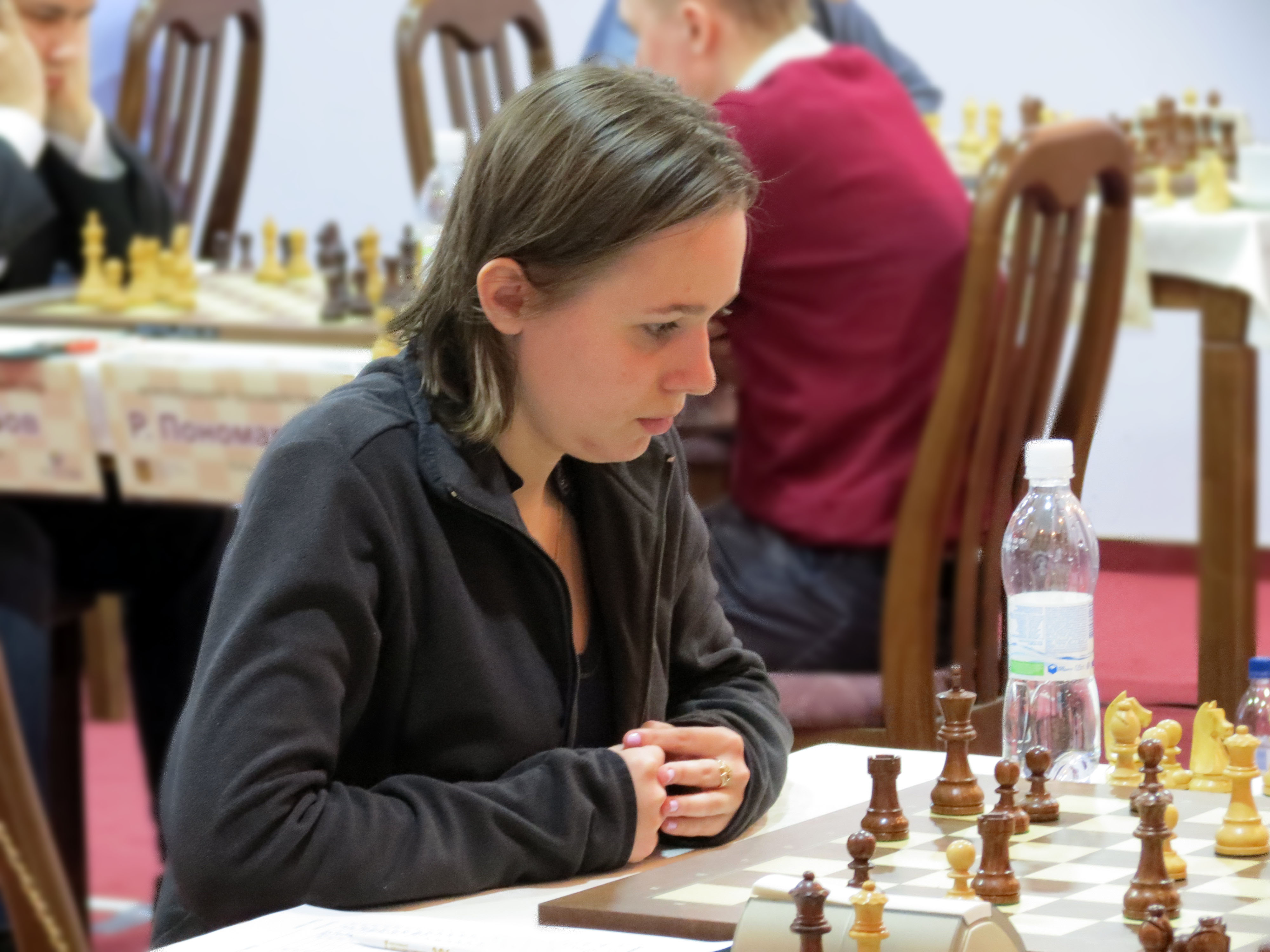
Марія Музичук на чемпіонаті України 2014 року

У серпні 2014 року виступаючи на другій шахівниці в Шаховій олімпіаді, що проходила в Тромсе, Марія Музичук набравши 6 очок з 10 можливих (+3-1=6), допомогла збірній України посісти 3-є місце серед 177 країн.
У листопаді 2014 року Музичук не змогла втретє поспіль стати чемпіонкою України, з результатом 5 очок з 8 можливих (+3-1=4). Марія посіла лише 4 місце на чемпіонаті України, що проходив у Львові, поступившись не тільки новій чемпіонці Анні Музичук, а також Наталі Жуковій та Юлії Осьмак.
У грудні 2014 року виступаючи на «Всесвітніх інтелектуальних іграх» посіла:
- 8 місце на турнірі з швидких шахів, набравши 3½ очки з 7 можливих (+3-3=1)[30],
- 15 місце на турнірі з блискавичних шахів, набравши 10½ очок з 30 можливих (+6-15=9)[31],
- 14 місце на турнірі за «баскською системою», набравши 3 очки з 10 можливих (+3-7=0)[32].

### 2015
2015 рік Марія Музичук розпочала з виступу на міжнародному турнірі Gibraltar Chess Festival 2015, що проходив у Гібралтарі. Набравши 6 з 10 можливих очок (+4-2=4), українка посіла в загальному заліку 56 місце серед більш ніж 200 учасників турніру, при цьому у жіночому заліку турніру Марія опинилася на 6 місці.
31 березня 2015 року, перемігши Харіку Дронаваллі на тайбрейку з рахунком 3½ — 2½, Марія Музичук вийшла у фінал чемпіонату світу серед жінок, що відбувався в Сочі.
5 квітня 2015 року Марія Музичук стала п'ятнадцятою чемпіонкою світу, перемігши у фінальному поєдинку, що складався з чотирьох партій та проходив з 2 по 5 квітня, росіянку Наталю Погоніну з рахунком 2½ — 1½ (+1-0=3). Під час чемпіонату Марію тренував Олександр Бєлявський.. Також за результатами виступів на чемпіонаті світу Марії Музичук було присвоєно звання гросмейстера.

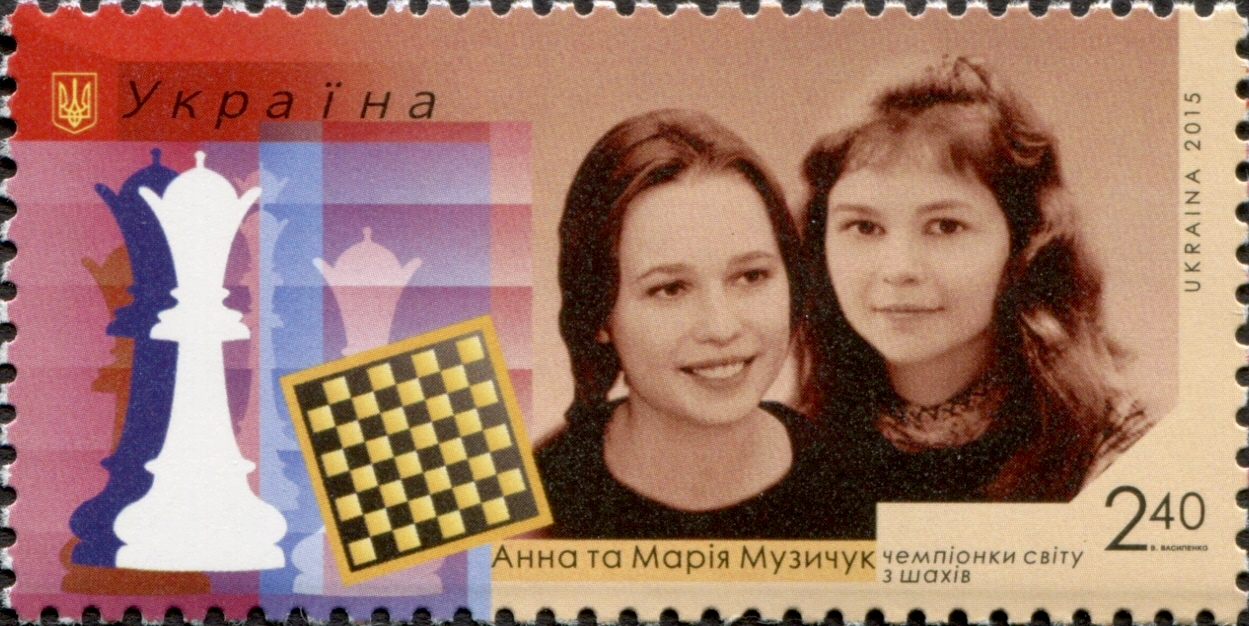
Поштова марка з зображенням сестер Анни та Марії Музичук

8 квітня 2015 року за досягнення визначного результату на чемпіонаті світу з шахів серед жінок (м. Сочі, Російська Федерація), вагомий особистий внесок у зміцнення міжнародного спортивного авторитету Української держави Марія Музичук була нагороджена орденом «За заслуги» III ступеня.
У квітні 2015 року Музичук у складі збірної України посіла 5-е місце на командному чемпіонаті світу, що проходив у китайському місті Ченду. Крім того, Марія з показником 68,8 % набраних очок посіла 3-є місце серед шахісток, які виступали на другій шахівниці.
1 травня 2015 року, Марія Музичук отримала відзнаку «Львів'янка року».
У вересні 2015 році на кубку світу ФІДЕ, що проходив у Баку, поступилася у першому колі досвідченому Майклу Адамсу з рахунком ½ на 1½ очка.
У жовтні в Монте-Карло (Монако) на першому етапі серії Гран-прі ФІДЕ посіла друге місце.
У листопаді 2015 року у складі збірної України Марія стала срібною призеркою командного чемпіонату Європи, що проходив у Рейк'явіку. Крім того, Марія виступаючи на першій шахівниці, показала найкращий індивідуальний результат (7 очок з 8 можливих, турнірний перформанс 2772 очка) серед усіх учасниць чемпіонату.
У грудні 2015 року зіграла в фінальній частині чемпіонату України серед чоловіків, що проходив у Львові. Набравши 4 очки з 11 можливих (+0-3=8), Марія посіла 10 місце серед 12 учасників..
За підсумками Всеукраїнського конкурсу «Зірки спортивного року-2015» визнана найкращою в номінації «Дебют (сенсація) року».

### 2016

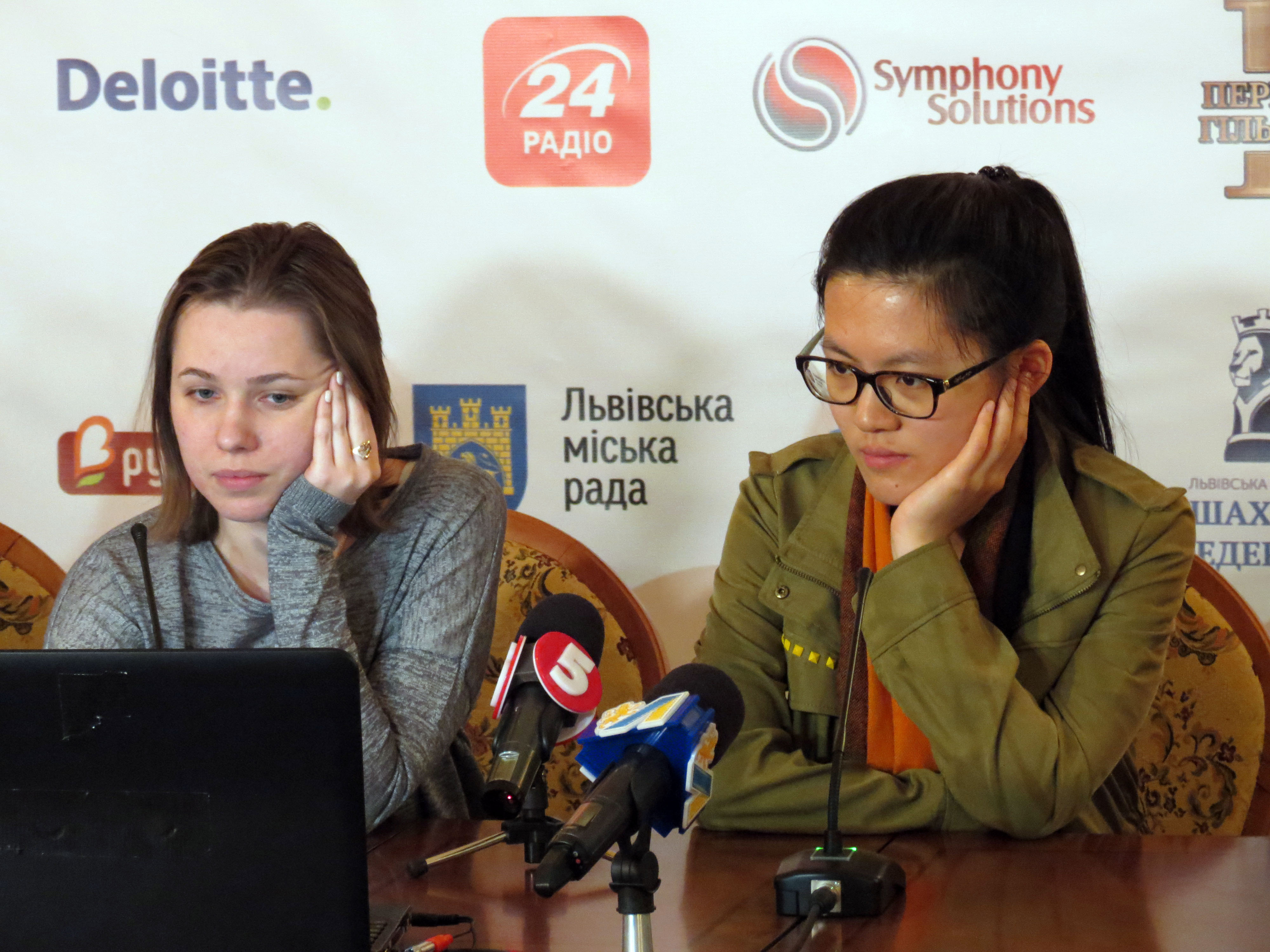
Марія Музичук та Хоу Іфань

У лютому 2016 року з результатом 6 з 10 можливих очок (+4-2=4) посіла 52 місце на міжнародному турнірі Gibraltar Chess Festival 2016, що проходив у Гібралтарі. У заліку серед жінок Марія розділила 5-11 місця (6 місце за додатковим показником), поступившись 1 очком Анні Музичук.
У березні 2016 року захищала титул чемпіонки світу у матчі у протистоянні з китайською шахісткою Хоу Іфань. Матч відбувся у Львові і завершився після дев'яти партій. Рахунок становить 6:3 на користь китаянки, яка у підсумку стала новою чемпіонкою світу.
У квітні 2016 року набравши 5 очок з 11 можливих (+2-3=6), Марія розділила лише 8-10 місця на третьому етапі гран-прі ФІДЕ серед жінок 2015/2016, що проходив у Батумі.
У липні 2016 року з результатом 5½ очок з 11 можливих (+2-2=7) розділила 6-8 місця на четвертому етапі гран-прі ФІДЕ серед жінок 2015/2016, що проходив у Ченду (Китай).
У вересні 2016 року в складі збірної України стала бронзовим призером шахової олімпіади, що проходила в Баку. Набравши 6½ очок з 10 можливих (+4-1=5), Марія посіла 4 місце серед шахісток, які виступали на 2-й шахівниці.
У листопаді 2016 року стала переможницею клубного чемпіонату Європи (Новий Сад) у складі команди з Монте-Карло «Cercle d'Echecs Monte-Carlo», за яку виступали також Хоу Іфань, Анна Музичук, Піа Крамлінг, Ельміра Скрипченко. Набравши 6½ з 7 можливих очок, Марія стала найкращою серед шахісток, що виступали на третій шахівниці.. А на турнірі зі швидких шахів, що проходив у Мюнхені, з результатом 5 з 11 очок (+2-3=6) посіла 7 місце.

### 2017
У лютому 2017 року з результатом 6 очок з 10 можливих (+5=2-3) розділила 47-76 місця (59 місце за додатковим показником) на міжнародному опен-турнірі «Gibraltar Chess Festival 2017», що проходив у Гібралтарі.
У квітні 2017 року з результатом 7½ з 11 очок (+4-0=7) розділила 4-15 місця (5 місце за додатковим показником) на чемпіонаті Європи, що проходив у Ризі.
У грудні 2017 року виступаючи на Других Елітних Інтелектуальних Іграх IMSA (Хуаянь, Китай) посіла:
 — 3-тє місце на турнірі зі швидких шахів, набравши 4½ очки з 7 можливих (+2-0=5),
 — 11-те місце на турнірі з блискавичних шахів, набравши 6 очок із 22 можливих (+3-13=6),
 — 8-ме місце на турнірі з «баску», набравши 4½ очок із 10 можливих (+2-3=5).

### 2018
У жовтні 2018 року Музичук у складі збірної України стала срібним призером шахової олімпіади, що проходила в Батумі. Набравши 8 очок з 10 можливих (+6-0=4), Марія посіла 1-ше місце серед шахісток, які виступали на 2-й шахівниці.
У листопаді 2018 року дійшла до півфіналу чемпіонату світу серед жінок, де поступилася на тай-брейку Катерині Лагно з загальним рахунком 1 — 3. Крім того, як півфіналістка чемпіонату світу, Марія кваліфікувалася на турнір претенденток 2019 року.
У грудні 2018 року на чемпіонаті світу зі швидких та блискавичних шахів, посіла:
 — 11-те місце у турнірі зі швидких шахів, набравши 8 очок з 12 можливих (+6-2=4),
 — 49-те місце у турнірі з блискавичних шахів, набравши 9 очок з 17 можливих (+7-6=4).

### 2019

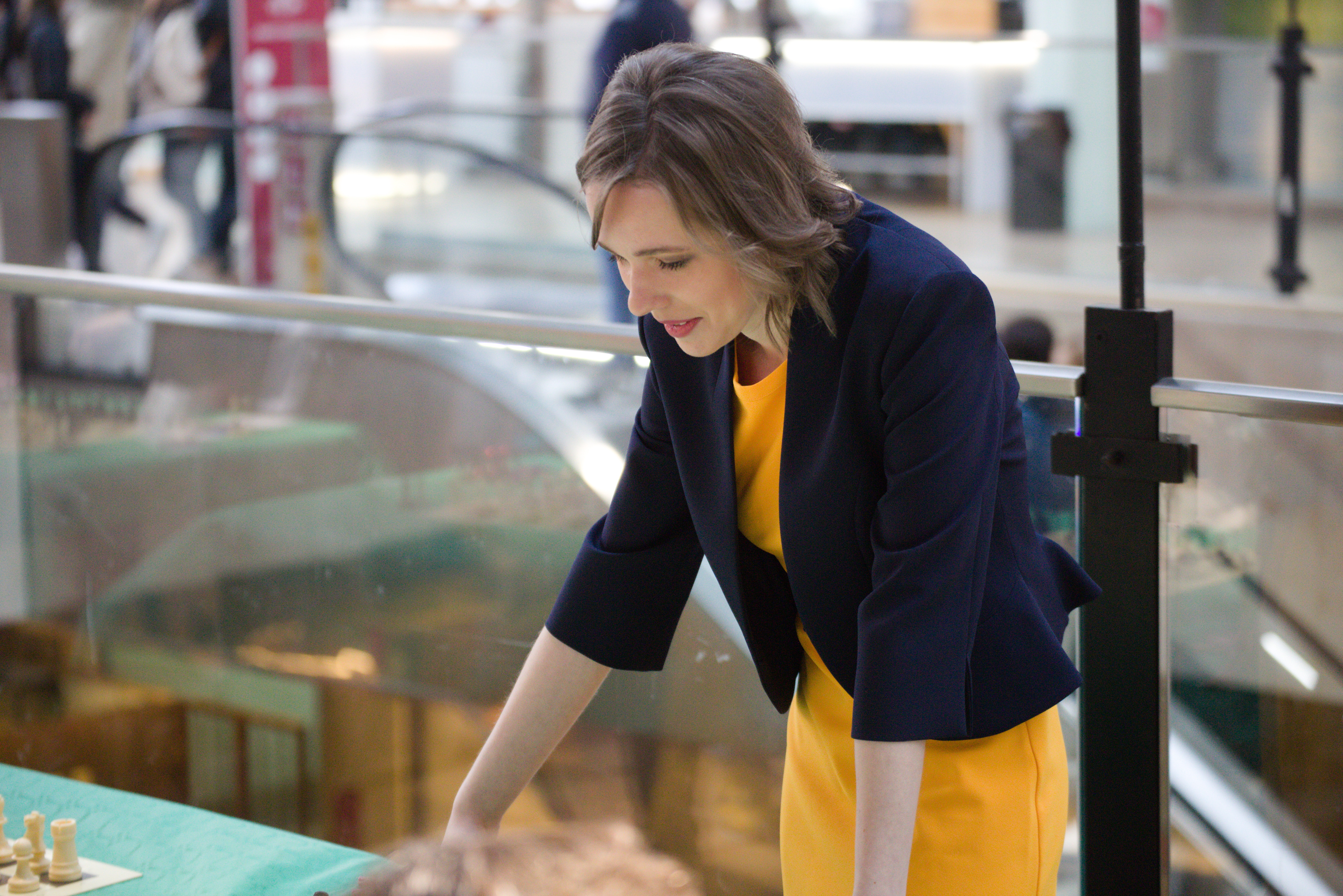
Музичук, 2022.

Наприкінці січня 2019 року Марія посіла 24 місце в одному з найсильніших турнірів, що проводиться за швейцарською системою — «Gibraltar Chess Festival 2019», її результат 6½ із 10 очок (+3-0=7), турнірний перфоманс — 2718. У заліку серед жінок українка посіла 2-ге місце поступившись лише китаянці Тань Чжун'ї (7 очок).
У березні 2019 року Музичук у складі збірної України посіла 4-те місце на командному чемпіонаті світу, що проходив в Астані. Крім того, набравши 68,8 % можливих очок, українка посіла 2-ге місце серед шахісток, які виступали на першій шахівниці.
У квітні 2019 року Марія Музичук стала лауреаткою нагороди «Шаховий гетьман», як найкраща шахістка України у 2018 році. Це її друга нагорода, вперше найкращою в Україні Марію визнавали у 2015 році.
У червні 2019 року взяла участь у турнірі претенденток, переможниця якого отримувала право зіграти у матчі на першість світу з чинною чемпіонкою Цзюй Веньцзюнь (Китай). Набравши 6½ очок з 14 можливих (+3-4=7), Марія разом з Наною Дзагнідзе розділила 5-6 місця, поступившись 3 очками переможниці турніру росіянці Олександрі Горячкіній.
У листопаді 2019 року у складі команди «Шахова федерація Києва» Музичук посіла 2-ге місце у Кубку Європейських клубів, що проходив у Чорногорії. Набравши 5 з 7 очок (+4-1=2), Марія посіла перше місце серед шахісток, які виступали на першій шахівниці.
У грудні 2019 року з результатом 5½ очок з 11 можливих (+2-2=7), Марія розділила 6-8 місця на 2-му етапі гран-прі ФІДЕ серед жінок 2019/2020, що проходив у Монако. Наприкінці грудня 2019 року на чемпіонаті світу зі швидких та блискавичних шахів, посіла:
 — 7-ме місце у турнірі зі швидких шахів, набравши 8½ очок з 12 можливих (+8-3=1),
 — 36-те місце у турнірі з блискавичних шахів, набравши 9½ очок з 17 можливих (+6-4=7).

### 2020
У лютому 2020 року з результатом 5 очок з 9 можливих (+2-1=6) Марія посіла 3-тє місце на престижному турнірі «2020 Cairns Cup» з призовим фондом у 180 тис.доларів, що проходив у Сент-Луїсі.
У березні 2020 року українка разом з Антоанетою Стефановою та Дронаваллі Харікою розділила 6—8 місця на 3-му етапі гран-прі ФІДЕ серед жінок 2019/2020, що проходив у Лозанні. Результат Марії — 5½ очок з 11 можливих (+1-1=9).

## Результати виступів у складі збірної України
Марія Музичук за період 2009—2022 років зіграла за жіночу збірну України у 14-ти командних турнірах, зокрема: шахових олімпіадах — 6 разів, командних чемпіонатах світу — 5 разів, командних чемпіонатах Європи — 3 рази.

За час виступів у складі збірної України Марія завоювала «золото» шахової олімпіади 2022 року, «срібло» шахової олімпіади 2018 року та «бронзу» шахових олімпіад 2012, 2014 та 2016 років, «золото» (2013) та «бронзу» (2009) чемпіонатів світу, «золото» та «срібло» чемпіонатів Європи.
 Крім того, Марія Музичук здобула 9 індивідуальних нагород (чотири золоті, чотири срібні та одна бронзова).
Загалом у складі збірної України Марія Музичук зіграла 118 партій, в яких набрала 80½ очок (+53=55-10), що становить 68,2 % від числа можливих очок.
| Рік  | Турнір           | Місто           | Збірна  | Шахів- ниця | Рейтинг | + | = | − | Результат | % очок | Турнірний рейтинг | Командне місце | Особисте місце |
| ---- | ---------------- | --------------- | ------- | ----------- | ------- | - | - | - | --------- | ------ | ----------------- | -------------- | -------------- |
| 2009 | чемпіонат світу  | Нінбо           | Україна | 4           | 2443    | 1 | 1 | 2 | 1½ з 4    | 37,5   | 2283              | Bronze         |                |
| 2010 | шахова олімпіада | Ханти-Мансійськ | Україна | резерв      | 2464    | 5 | 3 | 1 | 6½ з 9    | 72,2   | 2431              | 9              | Gold           |
| 2011 | чемпіонат світу  | Мардін          | Україна | 2           | 2460    | 3 | 3 | 2 | 4½ з 8    | 56,3   | 2458              | 5              | 5              |
| 2011 | чемпіонат Європи | Порто-Каррас    | Україна | резерв      | 2460    | 4 | 3 | 1 | 5½ з 8    | 68,8   | 2468              | 4              | Silver         |
| 2012 | шахова олімпіада | Стамбул         | Україна | 2           | 2466    | 3 | 6 | 0 | 6 з 9     | 66,7   | 2526              | Bronze         | Silver         |
| 2013 | чемпіонат світу  | Астана          | Україна | 3           | 2479    | 3 | 5 | 0 | 5½ з 8    | 68,8   | 2503              | Gold           | Silver         |
| 2013 | чемпіонат Європи | Варшава         | Україна | 3           | 2491    | 6 | 1 | 1 | 6½ з 8    | 81,3   | 2612              | Gold           | +              |
| 2014 | шахова олімпіада | Тромсе          | Україна | 2           | 2530    | 3 | 6 | 1 | 6 з 10    | 60,0   | 2459              | Bronze         | 8              |
| 2015 | чемпіонат світу  | Ченду           | Україна | 2           | 2526    | 3 | 5 | 0 | 5½ з 8    | 68,8   | 2552              | 5              | Bronze         |
| 2015 | чемпіонат Європи | Рейк'явік       | Україна | 1           | 2542    | 6 | 2 | 0 | 7 з 8     | 87,5   | 2772              | Silver         | +              |
| 2016 | шахова олімпіада | Баку            | Україна | 2           | 2539    | 4 | 5 | 1 | 6½ з 10   | 65,0   | 2471              | Bronze         | 4              |
| 2018 | шахова олімпіада | Батумі          | Україна | 2           | 2533    | 6 | 4 | 0 | 8 з 10    | 80,0   | 2616              | Silver         | Gold           |
| 2019 | чемпіонат світу  | Астана          | Україна | 1           | 2560    | 3 | 5 | 0 | 5½ з 8    | 68,8   | 2592              | 4              | Silver         |
| 2022 | шахова олімпіада | Ченнай          | Україна | 1           | 2540    | 3 | 6 | 1 | 6 з 10    | 60,0   | 2513              | Gold           | 4              |

## Результати виступів на чемпіонатах світу
| Чемпіонат                                                                        | № посіву (рейтинг) | Раунд           | Суперник              | № посіву (рейтинг) | Результат       | Рахунок         |                 |
| -------------------------------------------------------------------------------- | ------------------ | --------------- | --------------------- | ------------------ | --------------- | --------------- | --------------- |
| Чемпіонат світу 2010, Хатай (Туреччина), 2 — 24 грудня 2010 року                 | 25 (2462)          | 1/32            | Дейзі Корі            | 41 (2384)          | перемога        | 2 — 0           |                 |
| Чемпіонат світу 2010, Хатай (Туреччина), 2 — 24 грудня 2010 року                 | 25 (2462)          | 1/16            | Бетул Чемре Їлдиз     | 57 (2252)          | перемога        | 2 — 0           |                 |
| Чемпіонат світу 2010, Хатай (Туреччина), 2 — 24 грудня 2010 року                 | 25 (2462)          | 1/8             | Дронаваллі Харіка     | 9 (2525)           | поразка         | 3 — 4           |                 |
|                                                                                  |                    |                 |                       |                    |                 |                 |                 |
| Чемпіонат світу 2012, Ханти-Мансійськ (Росія), 10 листопада — 1 грудня 2012 року | 20 (2476)          | 1/32            | Крістіна Адела Фойшор | 45 (2383)          | перемога        | 4½ — 4½         |                 |
| Чемпіонат світу 2012, Ханти-Мансійськ (Росія), 10 листопада — 1 грудня 2012 року | 20 (2476)          | 1/16            | Маріца Аррібас        | 52 (2273)          | перемога        | 1½ — ½          |                 |
| Чемпіонат світу 2012, Ханти-Мансійськ (Росія), 10 листопада — 1 грудня 2012 року | 20 (2476)          | 1/8             | Чжао Сюе              | 4 (2565)           | поразка         | ½ — 1½          |                 |
|                                                                                  |                    |                 |                       |                    |                 |                 |                 |
| Чемпіонат світу 2015, Сочі (Росія), 16 березня — 6 квітня 2015 року              | 8 (2526)           | 1/32            | Юаньлінг Юань         | 56 (2267)          | перемога        | 2½ — 1½         |                 |
| Чемпіонат світу 2015, Сочі (Росія), 16 березня — 6 квітня 2015 року              | 8 (2526)           | 1/16            | Моніка Соцько         | 25 (2463)          | перемога        | 3 — 1           |                 |
| Чемпіонат світу 2015, Сочі (Росія), 16 березня — 6 квітня 2015 року              | 8 (2526)           | 1/8             | Антоанета Стефанова   | 9 (2522)           | перемога        | 1½ — ½          |                 |
| Чемпіонат світу 2015, Сочі (Росія), 16 березня — 6 квітня 2015 року              | 8 (2526)           | 1/4             | Гампі Конеру          | 1 (2581)           | перемога        | 2½ — 1½         |                 |
| Чемпіонат світу 2015, Сочі (Росія), 16 березня — 6 квітня 2015 року              | 8 (2526)           | 1/2             | Дронаваллі Харіка     | 12 (2492)          | перемога        | 3½ — 2½         |                 |
| Чемпіонат світу 2015, Сочі (Росія), 16 березня — 6 квітня 2015 року              | 8 (2526)           | Ф               | Наталя Погоніна       | 31 (2456)          | перемога        | 2½ — 1½         |                 |
|                                                                                  |                    |                 |                       |                    |                 |                 |                 |
| Чемпіонат світу 2016 (матч), Львів (Україна), 1 — 15 березня 2016 року           | 2 (2563)           | Ф               | Хоу Іфань             | 1 (2667)           | поразка         | 3 — 6           |                 |
|                                                                                  |                    |                 |                       |                    |                 |                 |                 |
| Чемпіонат світу 2017, Тегеран (Іран), 10 лютого — 5 березня 2017 року            | не брала участь    | не брала участь | не брала участь       | не брала участь    | не брала участь | не брала участь | не брала участь |
|                                                                                  |                    |                 |                       |                    |                 |                 |                 |
| Чемпіонат світу 2018, Ханти-Мансійськ (Росія), 2 — 23 листопада 2018 року        | 7 (2533)           | 1/32            | Шахенда Вафа          | 58 (2148)          | перемога        | 2 — 0           |                 |
| Чемпіонат світу 2018, Ханти-Мансійськ (Росія), 2 — 23 листопада 2018 року        | 7 (2533)           | 1/16            | Катерина Аталик       | 26 (2445)          | перемога        | 2½ — 1½         |                 |
| Чемпіонат світу 2018, Ханти-Мансійськ (Росія), 2 — 23 листопада 2018 року        | 7 (2533)           | 1/8             | Мобіна Алінасаб       | 55 (2205)          | перемога        | 1½ — ½          |                 |
| Чемпіонат світу 2018, Ханти-Мансійськ (Росія), 2 — 23 листопада 2018 року        | 7 (2533)           | 1/4             | Жансая Абдумалік      | 15 (2482)          | перемога        | 4½ — 3½         |                 |
| Чемпіонат світу 2018, Ханти-Мансійськ (Росія), 2 — 23 листопада 2018 року        | 7 (2533)           | 1/2             | Катерина Лагно        | 3 (2556)           | поразка         | 1 — 3           |                 |

| Чемпіонський цикл    | Етап циклу                                                                           | Спосіб кваліфікації                                                                         | № посіву (рейтинг) | Раунд / система | Суперниця |  | + | — | = | Очки  | Місце   | Переможниця          |
| -------------------- | ------------------------------------------------------------------------------------ | ------------------------------------------------------------------------------------------- | ------------------ | --------------- | --- |  | - | - | - | ----- | ------- | -------------------- |
| Чемпіонат світу 2020 | Турнір претенденток 2019, Казань (Росія), 30 травня — 18 червня 2019 року 8 учасниць | півфіналістка чемпіонату світу 2018 року                                                    | 1 (2563)           | Колова система  | Катерина Лагно (2554) Олександра Костенюк (2546) Анна Музичук (2539) Олександра Горячкіна (2522) Тань Чжун'ї (2513) Нана Дзагнідзе (2510) Валентина Гуніна (2506) |  | 3 | 4 | 7 | 6½    | 5—6     | Олександра Горячкіна |
|                      |                                                                                      |                                                                                             |                    |                 | |  |   |   |   |       |         |                      |
| Чемпіонат світу 2023 | Турнір претенденток 2022, Монако, 24 жовтня — 6 листопада 2022 року 8 учасниць       | за рейтингом                                                                                | 4 (2540)           | 1/4             | Лей Тінцзє — 5 (2535) |  | 0 | 1 | 3 | 1½:2½ | поразка | Лей Тінцзє           |
|                      |                                                                                      |                                                                                             |                    |                 | |  |   |   |   |       |         |                      |
| Чемпіонат світу 2025 | Не кваліфікувалася на Турнір претенденток 2024                                       | Кубок світу 2023 (вилетіла в 1/8 фіналу) FIDE Women's Grand Swiss Tournament 2023 (8 місце) |                    |                 | |  |   |   |   |       |         |                      |

## Результати виступів у чемпіонатах України
Марія Музичук учасниця п'яти фінальних турнірів чемпіонатів України серед жінок та одного серед чоловіків.
| Рік  | Місто    | Турнір                            | + | − | = | Результат | Місце |
| ---- | -------- | --------------------------------- | - | - | - | --------- | ----- |
| 2003 | Миколаїв | 63-й чемпіонат України            | 2 | 3 | 4 | 4 з 9     | 29    |
| 2006 | Одеса    | 66-й чемпіонат України            | 3 | 3 | 5 | 5½ з 11   | 6     |
| 2012 | Харків   | 72-й чемпіонат України            | 4 | 0 | 5 | 6½ з 9    | Gold  |
| 2013 | Київ     | 73-й чемпіонат України            | 6 | 0 | 3 | 7½ з 9    | Gold  |
| 2014 | Львів    | 74-й чемпіонат України            | 3 | 1 | 4 | 5 з 8     | 4     |
| 2015 | Львів    | 84-й чемпіонат України (чоловіки) | 0 | 3 | 8 | 4 з 11    | 10    |

## Динаміка зміни рейтингу Марії Музичук
| Рейтинг Марії Музичук         | Рейтинг Марії Музичук | Рейтинг Марії Музичук | Рейтинг Марії Музичук | Рейтинг Марії Музичук | Рейтинг Марії Музичук                   |
| Дата                          | Рейтинг               | К-ть партій           | Зміна                 | Місце в Топ-100       | Вік                                     |
| ----------------------------- | --------------------- | --------------------- | --------------------- | --------------------- | --------------------------------------- |
| Липень 2003                   | 2150                  | 18                    |                       |                       | 10 років, 9 місяців                     |
| Жовтень 2003                  | 2088                  | 17                    | -62                   |                       | 11 років                                |
| Січень 2004                   | 2063                  | 7                     | -25                   |                       | 11 років, 3 місяці                      |
| Квітень 2004                  | 2063                  | 0                     | 0                     |                       | 11 років, 6 місяців                     |
| Липень 2004                   | 2057                  | 9                     | -6                    |                       | 11 років, 9 місяців                     |
| Жовтень 2004                  | 2057                  | 0                     | 0                     |                       | 12 років                                |
| Січень 2005                   | 2059                  | 12                    | +2                    |                       | 12 років, 3 місяці                      |
| Квітень 2005                  | 2059                  | 0                     | 0                     |                       | 12 років, 6 місяців                     |
| Липень 2005                   | 2113                  | 23                    | +54                   |                       | 12 років, 9 місяців                     |
| Жовтень 2005                  | 2148                  | 9                     | +35                   |                       | 13 років                                |
| Січень 2006                   | 2167                  | 14                    | +19                   |                       | 13 років, 3 місяці                      |
| Квітень 2006                  | 2172                  | 6                     | +5                    |                       | 13 років, 6 місяців                     |
| Липень 2006                   | 2268                  | 20                    | +96                   |                       | 13 років, 9 місяців                     |
| Жовтень 2006                  | 2278                  | 4                     | +10                   |                       | 14 років                                |
| Січень 2007                   | 2276                  | 19                    | -2                    |                       | 14 років, 3 місяці                      |
| Квітень 2007                  | 2293                  | 13                    | +17                   |                       | 14 років, 6 місяців                     |
| Липень 2007                   | 2330                  | 20                    | +37                   |                       | 14 років, 9 місяців                     |
| Жовтень 2007                  | 2357                  | 19                    | +27                   |                       | 15 років                                |
| Січень 2008                   | 2357                  | 9                     | 0                     |                       | 15 років, 3 місяці                      |
| Квітень 2008                  | 2387                  | 18                    | +30                   |                       | 15 років, 6 місяців                     |
| Липень 2008                   | 2413                  | 31                    | +26                   | 56                    | 15 років, 9 місяців                     |
| Жовтень 2008                  | 2436                  | 30                    | +23                   | 42                    | 16 років                                |
| Січень 2009                   | 2427                  | 24                    | -9                    | 48                    | 16 років, 3 місяці                      |
| Квітень 2009                  | 2441                  | 29                    | +14                   | 41                    | 16 років, 6 місяців                     |
| Липень 2009                   | 2441                  | 18                    | 0                     | 43                    | 16 років, 9 місяців                     |
| Вересень 2009                 | 2443                  | 8                     | +2                    | 44                    | 16 років, 11 місяців                    |
| Листопад 2009                 | 2447                  | 12                    | -1                    | 45                    | 17 років, 1 місяць                      |
| Січень 2010                   | 2447                  | 0                     | 0                     | 44                    | 17 років, 3 місяці                      |
| Березень 2010                 | 2444                  | 13                    | -3                    | 49                    | 17 років, 5 місяців                     |
| Травень 2010                  | 2452                  | 32                    | +8                    | 43                    | 17 років, 7 місяців                     |
| Липень 2010                   | 2452                  | 0                     | 0                     | 39                    | 17 років, 9 місяців                     |
| Вересень 2010                 | 2464                  | 8                     | +12                   | 37                    | 17 років, 11 місяців                    |
| Листопад 2010                 | 2462                  | 22                    | −2                    | 32                    | 18 років, 1 місяць                      |
| Січень 2011                   | 2476                  | 6                     | +14                   | 25                    | 18 років, 3 місяці                      |
| Березень 2011                 | 2476                  | 0                     | 0                     | 24                    | 18 років, 5 місяців                     |
| Травень 2011                  | 2473                  | 14                    | -3                    | 25                    | 18 років, 7 місяців                     |
| Липень 2011                   | 2469                  | 11                    | -4                    | 31                    | 18 років, 9 місяців                     |
| Вересень 2011                 | 2456                  | 8                     | -13                   | 37                    | 18 років, 11 місяців                    |
| Листопад 2011                 | 2460                  | 9                     | +4                    | 33                    | 19 років, 1 місяць                      |
| Січень 2012                   | 2483                  | 24                    | +23                   | 23                    | 19 років, 3 місяці                      |
| Березень 2012                 | 2490                  | 10                    | +7                    | 20                    | 19 років, 5 місяців                     |
| Травень 2012                  | 2456                  | 20                    | -34                   | 31                    | 19 років, 7 місяців                     |
| Липень 2012                   | 2456                  | 0                     | 0                     | 32                    | 19 років, 9 місяців                     |
| Серпень 2012                  | 2466                  | 12                    | +10                   | 26                    | 19 років, 10 місяців                    |
| Вересень 2012                 | 2466                  | 0                     | 0                     | 27                    | 19 років, 11 місяців                    |
| Жовтень 2012                  | 2474                  | 9                     | +8                    | 25                    | 20 рік                                  |
| Листопад 2012                 | 2476                  | 15                    | +2                    | 24                    | 20 рік, 1 місяць                        |
| Грудень 2012                  | 2476                  | 0                     | 0                     | 25                    | 20 рік, 2 місяці                        |
| Січень 2013                   | 2471                  | 6                     | -5                    | 26                    | 20 рік, 3 місяці                        |
| Лютий 2013                    | 2471                  | 0                     | 0                     | 26                    | 20 рік, 4 місяці                        |
| Березень 2013                 | 2479                  | 10                    | +6                    | 22                    | 20 рік, 5 місяців                       |
| Квітень 2013                  | 2483                  | 10                    | +4                    | 22                    | 20 рік, 6 місяців                       |
| Травень 2013                  | 2483                  | 0                     | 0                     | 23                    | 20 рік, 7 місяців                       |
| Червень 2013                  | 2484                  | 11                    | +1                    | 24                    | 20 рік, 8 місяців                       |
| Липень 2013                   | 2484                  | 4                     | 0                     | 23                    | 20 рік, 9 місяців                       |
| Серпень 2013                  | 2495                  | 9                     | +11                   | 19                    | 20 рік, 10 місяців                      |
| Вересень 2013                 | 2478                  | 11                    | -17                   | 26                    | 20 рік, 11 місяців                      |
| Жовтень 2013                  | 2491                  | 10                    | +13                   | 22                    | 21 роки                                 |
| Листопад 2013                 | 2491                  | 0                     | 0                     | 23                    | 21 роки, 1 місяць                       |
| Грудень 2013                  | 2503                  | 8                     | +12                   | 16                    | 21 роки, 2 місяці                       |
| Січень 2014                   | 2503                  | 7                     | 0                     | 15                    | 21 роки, 3 місяці                       |
| Лютий 2014                    | 2503                  | 0                     | 0                     | 16                    | 21 роки, 4 місяці                       |
| Березень 2014                 | 2524                  | 10                    | -23                   | 9                     | 21 роки, 5 місяців                      |
| Квітень 2014                  | 2524                  | 0                     | 0                     | 10                    | 21 роки, 6 місяців                      |
| Травень 2014                  | 2521                  | 4                     | -3                    | 11                    | 21 роки, 7 місяців                      |
| Червень 2014                  | 2521                  | 0                     | 0                     | 11                    | 21 роки, 8 місяців                      |
| Липень 2014                   | 2521                  | 0                     | 0                     | 11                    | 21 роки, 9 місяців                      |
| Серпень 2014                  | 2530                  | 11                    | +9                    | 9                     | 21 роки, 10 місяців                     |
| Вересень 2014                 | 2522                  | 10                    | -8                    | 12                    | 21 роки, 11 місяців                     |
| Жовтень 2014                  | 2526                  | 9                     | +4                    | 11                    | 22 роки                                 |
| Листопад 2014                 | 2529                  | 2                     | +3                    | 9                     | 22 роки, 1 місяць                       |
| Грудень 2014                  | 2520                  | 8                     | -9                    | 11                    | 22 роки, 2 місяці                       |
| Січень 2015                   | 2520                  | 0                     | 0                     | 12                    | 22 роки, 3 місяці                       |
| Лютий 2015                    | 2523                  | 1                     | +3                    | 12                    | 22 роки, 4 місяці                       |
| Березень 2015                 | 2526                  | 10                    | ++                    | 12                    | 22 роки, 5 місяців                      |
| Квітень 2015                  | 2526                  | 0                     | 0                     | 12                    | 22 роки, 6 місяців                      |
| Травень 2015                  | 2528                  | 22                    | +2                    | 11                    | 22 роки, 7 місяців                      |
| Червень 2015                  | 2528                  | 0                     | 0                     | 10                    | 22 роки, 8 місяців                      |
| Липень 2015                   | 2528                  | 0                     | 0                     | 10                    | 22 роки, 9 місяців                      |
| Серпень 2015                  | 2528                  | 0                     | 0                     | 11                    | 22 роки, 10 місяців                     |
| Вересень 2015                 | 2528                  | 0                     | 0                     | 9                     | 22 роки, 11 місяців                     |
| Жовтень 2015                  | 2528                  | 0                     | 0                     | 8                     | 23 роки                                 |
| Листопад 2015                 | 2542                  | 13                    | +14                   | 5                     | 23 роки, 1 місяць                       |
| Грудень 2015                  | 2561                  | 8                     | +19                   | 3                     | 23 роки, 2 місяці                       |
| Січень 2016                   | 2554                  | 11                    | -7                    | 3                     | 23 роки, 3 місяці                       |
| Лютий 2016                    | 2554                  | 0                     | 0                     | 5                     | 23 роки, 4 місяці                       |
| Березень 2016                 | 2563                  | 10                    | +9                    | 4                     | 23 роки, 5 місяців                      |
| Квітень 2016                  | 2561                  | 9                     | -2                    | 4                     | 23 роки, 6 місяців                      |
| Травень 2016                  | 2561                  | 0                     | 0                     | 3                     | 23 роки, 7 місяців                      |
| Червень 2016                  | 2546                  | 11                    | -15                   | 6                     | 23 роки, 8 місяців                      |
| Липень 2016                   | 2545                  | 9                     | -1                    | 6                     | 23 роки, 9 місяців                      |
| Серпень 2016                  | 2539                  | 11                    | -6                    | 6                     | 23 роки, 10 місяців                     |
| Вересень 2016                 | 2539                  | 0                     | 0                     | 6                     | 23 роки, 11 місяців                     |
| Жовтень 2016                  | 2532                  | 10                    | -7                    | 8                     | 24 років                                |
| Листопад 2016                 | 2532                  | 0                     | 0                     | 8                     | 24 років, 1 місяць                      |
| Грудень 2016                  | 2546                  | 7                     | +14                   | 6                     | 24 років, 2 місяці                      |
| Січень 2017                   | 2546                  | 0                     | 0                     | 6                     | 24 років, 3 місяці                      |
| Лютий 2017                    | 2546                  | 0                     | 0                     | 6                     | 24 років, 4 місяці                      |
| Березень 2017                 | 2546                  | 11                    | 0                     | 6                     | 24 років, 5 місяців                     |
| Квітень 2017                  | 2546                  | 0                     | 0                     | 5                     | 24 років, 6 місяців                     |
| Травень 2017                  | 2546                  | 12                    | 0                     | 5                     | 24 років, 7 місяців                     |
| Червень 2017                  | 2544                  | 3                     | -2                    | 5                     | 24 років, 8 місяців                     |
| Липень 2017                   | 2544                  | 0                     | 0                     | 6                     | 24 років, 9 місяців                     |
| Серпень 2017                  | 2544                  | 0                     | 0                     | 6                     | 24 років, 10 місяців                    |
| Вересень 2017                 | 2544                  | 0                     | 0                     | 6                     | 24 років, 11 місяців                    |
| Жовтень 2017                  | 2544                  | 0                     | 0                     | 5                     | 25 років                                |
| Листопад 2017                 | 2544                  | 0                     | 0                     | 5                     | 25 років, 1 місяць                      |
| Грудень 2017                  | 2544                  | 9                     | +6                    | 6                     | 25 років, 2 місяці                      |
| Січень 2018                   | 2540                  | 4                     | -4                    | 7                     | 25 років, 3 місяці                      |
| Лютий 2018                    | 2540                  | 0                     | 0                     | 8                     | 25 років, 4 місяці                      |
| Березень 2018                 | 2545                  | 11                    | +5                    | 6                     | 25 років, 5 місяців                     |
| Квітень 2018                  | 2540                  | 2                     | -5                    | 7                     | 25 років, 6 місяців                     |
| Травень 2018                  | 2532                  | 11                    | -8                    | 8                     | 25 років, 7 місяців                     |
| Червень 2018                  | 2521                  | 4                     | -11                   | 9                     | 25 років, 8 місяців                     |
| Липень 2018                   | 2521                  | 0                     | 0                     | 8                     | 25 років, 9 місяців                     |
| Серпень 2018                  | 2528                  | 15                    | +7                    | 8                     | 25 років, 10 місяців                    |
| Вересень 2018                 | 2533                  | 17                    | +5                    | 7                     | 25 років, 11 місяців                    |
| Жовтень 2018                  | 2533                  | 0                     | 0                     | 7                     | 26 років                                |
| Листопад 2018                 | 2545                  | 16                    | +12                   | 6                     | 26 років, 1 місяць                      |
| Грудень 2018                  | 2540                  | 10                    | -5                    | 6                     | 26 років, 2 місяці                      |
| Січень 2019                   | 2540                  | 0                     | 0                     | 6                     | 26 років, 3 місяці                      |
| Лютий 2019                    | 2538                  | 2                     | -2                    | 6                     | 26 років, 4 місяці                      |
| Березень 2019                 | 2560                  | 9                     | +22                   | 3                     | 26 років, 5 місяців                     |
| Квітень 2019                  | 2563                  | 11                    | +3                    | 3                     | 26 років, 6 місяців                     |
| Травень 2019                  | 2563                  | 0                     | 0                     | 3                     | 26 років, 7 місяців                     |
| Червень 2019                  | 2563                  | 0                     | 0                     | 3                     | 26 років, 8 місяців                     |
| Липень 2019                   | 2551                  | 14                    | -12                   | 5                     | 26 років, 9 місяців                     |
| Серпень 2019                  | 2551                  | 0                     | 0                     | 5                     | 26 років, 10 місяців                    |
| Вересень 2019                 | 2551                  | 0                     | 0                     | 5                     | 26 років, 11 місяців                    |
| Жовтень 2019                  | 2552                  | 2                     | +1                    | 5                     | 27 років                                |
| Листопад 2019                 | 2552                  | 0                     | 0                     | 5                     | 27 років 1 місяць                       |
| Грудень 2019                  | 2559                  | 7                     | +7                    | 5                     | 27 років 2 місяці                       |
| Січень 2020                   | 2552                  | 11                    | -7                    | 6                     | 27 років 3 місяці                       |
| Лютий 2020                    | 2552                  | 0                     | 0                     | 6                     | 27 років 4 місяці                       |
| Березень 2020                 | 2551                  | 9                     | -1                    | 5                     | 27 років 5 місяців                      |
| Квітень 2020                  | 2544                  | 11                    | -7                    | 6                     | 27 років 6 місяців                      |
| Травень 2020                  | 2544                  | 0                     | 0                     | 6                     | 27 років 7 місяців                      |
| Червень 2020 — Червень 2021   | 2544                  | 0                     | 0                     | 6                     | 27 років 8 місяців — 28 років 8 місяців |
| Липень 2021                   | 2550                  | 11                    | +6                    | 6                     | 28 років 9 місяців                      |
| Серпень 2021                  | 2550                  | 0                     | 0                     | 6                     | 28 років 10 місяців                     |
| Вересень 2021                 | 2540                  | 6                     | -10                   | 6                     | 28 років 11 місяців                     |
| Жовтень 2021                  | 2536                  | 6                     | -4                    | 6                     | 29 років                                |
| Листопад 2021                 | 2536                  | 0                     | 0                     | 6                     | 29 років 1 місяць                       |
| Грудень 2021                  | 2539                  | 11                    | +3                    | 6                     | 29 років 2 місяці                       |
| Січень 2022                   | 2539                  | 0                     | 0                     | 6                     | 29 років, 3 місяці                      |
| Лютий 2022                    | 2539                  | 0                     | 0                     | 6                     | 29 років, 4 місяці                      |
| Березень 2022                 | 2544                  | 10                    | +5                    | 5                     | 29 років, 5 місяців                     |
| Квітень 2022                  | 2540                  | 2                     | -4                    | 5                     | 29 років, 6 місяців                     |
| Травень 2022                  | 2540                  | 0                     | 0                     | 5                     | 29 років, 7 місяців                     |
| Червень 2022                  | 2540                  | 0                     | 0                     | 5                     | 29 років, 8 місяців                     |
| Липень 2022                   | 2540                  | 0                     | 0                     | 5                     | 29 років, 9 місяців                     |
| Серпень 2022                  | 2530                  | 9                     | -10                   | 7                     | 29 років, 10 місяців                    |
| Вересень 2022                 | 2527                  | 10                    | -3                    | 7                     | 29 років, 11 місяців                    |
| * жирним — новий пік рейтингу |                       |                       |                       |                       |                                         |